# Nimrit Kaur Ahluwalia

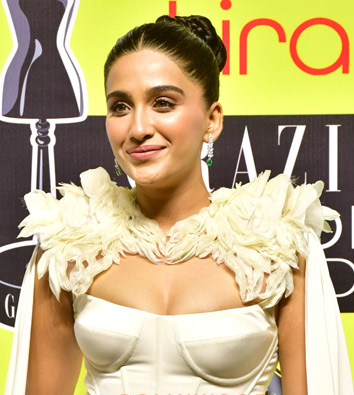
Nimrit Kaur Ahluwalia (2025)

Nimrit Kaur Ahluwalia (Hindi निमृत कौर अहलूवालिया; * 11. Dezember 1994 in Neu-Delhi) ist eine indische Schauspielerin und Model.

## Leben und Karriere
Nach ihrem Schulabschluss studierte Ahluwalia zunächst Rechtswissenschaften am privaten Army Institute of Law in Mohali und schloss mit dem Erwerb des Bachelor of Laws ab. 2018 gewann sie den Schönheitswettbewerb Femina Miss Manipur. Anschließend widmete sie sich einer medialen Karriere und trat in dem Musikvideo zum Song Masstaani des indischen Musikers B Praak auf. In der Folge hatte sie verschiedene Rollen in Fernsehproduktionen, unter anderem in dem 2018 erschienen Who Said Boys Can't Wear Makeup?. Ab 2019 trat sie in einer Doppelrolle als Meher Dhilon und als Seher Gill in der Dailysoap Choti Sarrdaarni auf, wodurch sie einem breiteren Publikum bekannt wurde. 2021 stieg Ahluwali nach fast 700 Episoden aus der Serie aus, nachdem sie unter chronischen Erschöpfungszuständen gelitten hatte.
Ab 2022 hatte sie eine Rolle in der 16. Staffel Reality-TV-Produktion Bigg Boss, wo sie im Februar 2023 ausschied und den 6. Platz belegte. Später in diesem Jahr trat sie in verschiedenen Musikvideos auf, unter anderem in dem Video zu Zihaal-e-Miskin von Shreya Ghoshal. 2024 nahm sie an dem Reality-TV-Format Khatron Ke Khiladi teil. 2025 spielte Ahluwalia die Raunak in der Bollywood-Produktion Shaunki Sardar.

## Filmografie
- 2019–2021: Choti Sarrdaarni (Fernsehserie, 697 Episoden)
- 2022–2023: Bigg Boss (Fernsehserie)
- 2024: Khatron Ke Khiladi
- 2025: Shaunki Sardar